# NGC 4035
NGC 4035 (również PGC 37853) – galaktyka spiralna z poprzeczką (SBbc), znajdująca się w gwiazdozbiorze Kruka. Odkrył ją William Herschel 8 lutego 1785 roku.